# Tom and Chérie
"Tom and Chérie" (  рос. Том и Шери; Том и возлюбленная мушкетера; Том и зазноба Джерри)— американський мультфільм 1955 року, 94-а зі 114 « класичних короткометражок » про пригоди Тома і Джеррі . Мишеня Таффі озвучила дев'ятирічна Франсуа Брун-Коттан ( французькою мовою ). Мультфільм був знятий у форматі CinemaScope (вчетверте за історію «Тома та Джеррі»).

## Сюжет
Капітан королівських мушкетерів Джеррі закоханий у красуню Лілі. Він пише їй любовний лист і доручає передати його адресату своєму учневі, юному мушкетеру Таффі, який тренує свою відвагу та дисциплінованість, згідно з «Кодексом мушкетера».
Щойно вийшовши з на вулицю, Таффі зазнає нападу гвардійця кардинала Тома і тікає додому, не в змозі його перемогти, але Джеррі продовжує виховувати у своєму підопічному хоробрість, щоразу посилаючи його з геть. У результаті Джеррі просто потужним стусаном відправляє його до самого будинку Лілі. Лист вручений, і тепер Таффі повертається з відповіддю, але на шляху його знову чатує на Том. Мишеня вступає з ним у бій і насилу добирається до будинку. Там Джеррі, прочитавши відповідь, пише нове послання і знову відправляє Таффі Лілі. Знову пройшовши через битву з Томом, мишеня виконує і це доручення, але повертається сильно побите і зовсім без сил. Джеррі, який нічого не помічає у своїй закоханості, пише ще одну відповідь і втретє відправляє свого підопічного за тією ж адресою. Насилу виконано і це завдання капітана. На цей раз Лілі пише, що в неї з Джеррі все скінчено. Лють мишеня триває недовго, і він пише любовний лист іншій дамі, віднести яке доведеться знову Таффі. Том, як завжди, чекає на нього зі шпагою в руках, але втомлене і роздратоване мишеня просто проходить повз свою справу, передражнюючи кота: «Захищайся, захищайся... Тьху на тебе!»